# Kreuztragung Christi (Raffael)
Die Kreuztragung Christi („Lo Spasimo di Sicilia“), heute im Museo del Prado in Madrid, ist ein um 1514–1517 geschaffenes Gemälde von Raffael und seiner Werkstatt zur Kreuztragung Christi. Ursprünglich in Öl auf Holz gemalt, wurde es Anfang des 19. Jahrhunderts auf Leinwand übertragen.

## Geschichte
Im Auftrag von Giacomo Basilico malte Raffael das Bild für die Kirche des Olivetanerklosters Santa Maria dello Spasimo in Palermo.